# Puente Villa
Puente Villa ist eine Ortschaft im Departamento La Paz im südamerikanischen Anden-Staat Bolivien.

## Lage im Nahraum
Puente Villa ist eine Siedlung im Kanton Villa Aspiazu im Municipio Yanacachi in der Provinz Sud Yungas. Die Ortschaft liegt auf einer Höhe von 1231 m an der Brücke über den Río Unduavi, der sich hier mit dem Río Taquesi zum Río Tamampaya vereinigt. Puente Villa ist direkter Nachbarort der Ortschaft Villa Aspiazu, dem zentralen Ort des Kantons.

## Geographie
Puente Villa liegt in den bolivianischen Yungas am Ostabhang des Hochgebirgsrückens der Cordillera Real. Das Klima ist ein typisches Tageszeitenklima, bei dem die mittlere Schwankung der Tagestemperaturen deutlicher ausfällt als die jahreszeitlichen Schwankungen.
Die Jahresdurchschnittstemperatur der Region liegt bei 21 °C (siehe Klimadiagramm Chulumani), die mittleren Monatswerte schwanken nur unwesentlich zwischen 18 °C im Juli und 22 °C im Dezember. Der Jahresniederschlag beträgt etwa 1150 mm, die Monatsniederschläge liegen zwischen etwa 20 mm in den Monaten Juni und Juli und mehr als 150 mm von Dezember bis Februar.

## Verkehrsnetz
Puente Villa liegt in einer Entfernung von 104 Straßenkilometern östlich von La Paz, der Hauptstadt des gleichnamigen Departamentos.
Von La Paz führt die asphaltierte Nationalstraße Ruta 3 in nordöstlicher Richtung sechzig Kilometer bis Unduavi, von dort zweigt die unbefestigte Ruta 25 in südöstlicher Richtung ab entlang des Río Unduavi und erreicht nach 44 Kilometern Puente Villa. Von dort führt sie weiter über Chulumani, Inquisivi und Independencia (Ayopaya) und trifft nach insgesamt 481 Kilometern bei Vinto auf die Ruta 4, die auf weiteren fünfzehn Kilometern Cochabamba erreicht.
Außerdem ist Puente Villa Ausgangspunkt der 54 Kilometer langen Ruta 40, über die man nach Coroico gelangt.

## Bevölkerung
Die Einwohnerzahl von Puente Villa ist in den vergangenen beiden Jahrzehnten auf mehr als das Doppelte angestiegen:
| Jahr | Einwohner | Quelle       |
| ---- | --------- | ------------ |
| 1992 | 73        | Volkszählung |
| 2001 | 82        | Volkszählung |
| 2012 | 157       | Volkszählung |
| 2024 |           | Volkszählung |

Die Region weist einen hohen Anteil von indigener Aymara-Bevölkerung auf, im Municipio Yanacachi sprechen 54,8 Prozent der Bevölkerung Aymara.